# Castor (1917)
Castor – polski holownik z okresu dwudziestolecia międzywojennego, służący początkowo w polskiej Marynarce Wojennej, a następnie w służbie cywilnej. Jednostka została zbudowana w 1917 roku w niemieckiej stoczni w Królewcu, po czym wiosną 1920 roku została zakupiona przez Polskę. W latach 1920–1922 służyła w polskiej Marynarce Wojennej, a następnie używano jej w służbie cywilnej. Podczas II wojny światowej holownik pływał pod banderą III Rzeszy, a po jej zakończeniu powrócił do kraju. Jednostka została wycofana w 1955 roku i zezłomowana w 1958 roku. „Castor” i zakupiony w tym samym czasie „Pollux” były pierwszymi holownikami w polskiej flocie.

## Historia
Po przejęciu z rąk niemieckich przyznanego Polsce przez traktat wersalski Pomorza (na którym znalazły się tylko dwa niewielkie porty rybackie – Hel i Puck) podjęto działania w celu pozyskania pomocniczego taboru pływającego, gdyż przejęto jedynie pewną liczbę łodzi i kutrów rybackich oraz żaglowców handlowych. Nowo powstała Marynarka Wojenna, która decyzją Rady Ambasadorów miała otrzymać sześć poniemieckich torpedowców, potrzebowała w szczególności holowników, które byłyby pomocne we wprowadzaniu okrętów do ciasnego basenu portowego prowizorycznego portu puckiego oraz kontroli płytkiego toru wodnego prowadzącego przez płycizny Zatoki Puckiej.
Departament dla Spraw Morskich Ministerstwa Spraw Wojskowych w kwietniu i maju 1920 roku zakupił więc w Gdańsku dużą ilość taboru pływającego, w tym dwa holowniki: „Castor” i „Pollux”. Były to pierwsze holowniki polskiej Marynarki Wojennej.
„Castor” został zbudowany prawdopodobnie w 1917 roku w nieokreślonej niemieckiej stoczni w Królewcu. Nazwa jednostki nawiązywała do mitycznego syna Zeusa i Ledy – Kastora (brata Polluksa).

## Dane taktyczno-techniczne
„Castor” był płaskodennym holownikiem rzeczno-portowym o długości całkowitej 27,8 metra, szerokości 4,7 metra i zanurzeniu 1,2 metra. Głębokość kadłuba wynosiła 1,6 metra. Pojemność wynosiła 63 BRT, a nośność 10 NRT. Siłownię jednostki stanowiła dwucylindrowa maszyna parowa podwójnego rozprężania o mocy 160 KM, napędzająca pojedynczą śrubę napędową.
Załoga jednostki składała się z pięciu osób – kierownika i czterech marynarzy.

## Służba

### Marynarka Wojenna
„Castor” został przekazany Marynarce Wojennej w 1920 roku, przyporządkowany rozkazem nr 39 Ministerstwa Spraw Wojskowych z 22 maja Dowództwu Wybrzeża Morskiego w Pucku. Portem macierzystym holownika stał się także Puck. Do jego głównych zadań należała obsługa pogłębiarek i kryp pracujących w Zatoce Puckiej (pogłębianie przejścia „Depka” w Rybitwiej Mieliźnie) oraz w basenach portów w Pucku i Helu. Z racji niewielkich wymiarów i płaskiego dna jednostka mogła być użytkowana na wodach Zatoki Gdańskiej jedynie przy dobrej pogodzie.
W związku z podziałem spraw morskich na cywilne i wojskowe, „Castor” wraz z „Polluxem” zostały z dniem 1 stycznia 1922 roku skreślone z listy jednostek pomocniczych marynarki i przekazane Urzędowi Marynarki Handlowej w Wejherowie, podległemu zarządowi Departamentu Marynarki Handlowej w Ministerstwie Przemysłu i Handlu.

### Służba cywilna do 1939 roku
Mimo zmiany przynależności, zadaniem holownika była nadal obsługa pogłębiarek i kryp pracujących w Zatoce Puckiej, a także utrzymywanie komunikacji między portem w Pucku i będącym w budowie portem gdyńskim. Podczas sezonu letniego, przy braku wyspecjalizowanych jednostek wycieczkowych, „Castor” i „Pollux” przewoziły oficjalne delegacje i turystów, głównie na Hel. Od sierpnia 1923 roku obie jednostki wypełniały zadania holownicze i pilotowe, pomagając statkom pasażerskim i węglowcom przybijającym do prowizorycznego mola w gdyńskim porcie. W 1925 roku „Castor” i „Pollux” zostały przyporządkowane na stałe Kapitanatowi Portu w Gdyni. Po zakupie nowoczesnego i znacznie większego holownika „Ursus” przejął on większość zadań holowniczych w porcie gdyńskim, więc „Castor”, mogący operować tylko przy dobrej pogodzie, używany był głównie do pilotowania statków, obsługi pogłębiarek, przewożenia wycieczek. Na jego pokładzie odbywały się też egzaminy praktyczne z prowadzenia statków dla szyprów oraz rybaków. W 1928 roku holownik przeszedł pod jurysdykcję Urzędu Morskiego w Gdyni.
W 1934 roku holownik został przydzielony na stałe do obsługi pogłębiarek pracujących w Zatoce Gdańskiej nieopodal Jastarni. W 1936 roku jednostkę uznano za niezdolną do dalszej służby i wystawiono na licytację. Wiosną 1937 roku za kwotę 15 000 złotych holownik nabył długoletni pracownik Zarządu Dróg Wodnych w Tczewie Edward Grycmacher. Po przeprowadzeniu remontu „Castora” w Stoczni Gdańskiej nowy właściciel rozpoczął eksploatację jednostki na dolnej i środkowej Wiśle, holując barki na trasie Gdańsk – Toruń – Włocławek do wybuchu wojny.

### II wojna światowa
Po agresji Niemiec na Polskę holownik został w Toruniu zarekwirowany przez niemiecką policję wodną, a następnie przekazany jednostkom saperskim Wehrmachtu. Używany był pod niezmienioną nazwą m.in. do odbudowy mostów zniszczonych podczas kampanii wrześniowej. Wiosną 1940 roku, podczas prac przy moście drogowym w Toruniu przy wysokim stanie wody, holownik zatonął po uderzeniu w podwodną przeszkodę. Po podniesieniu jednostkę przeholowano do stoczni Danziger Werft, gdzie została wyremontowana. Ponieważ właściciel holownika Edward Grycmacher odmówił podpisania volkslisty, jednostkę wystawiono na sprzedaż i w lipcu 1940 roku trafiła ona w ręce armatora gdańskiego Heinricha Gottemeyera. Następnie „Castor” uczestniczył w holowaniu barek na trasie Gdańsk – Królewiec, a pod koniec wojny znalazł się w Hamburgu, gdzie w maju 1945 roku został przejęty przez brytyjski Tugboat Office.

### Okres powojenny
Jednostka została odnaleziona i zidentyfikowana przez członków Polskiej Misji Morskiej, którzy wymogli na Brytyjczykach jej zwrot. Zdewastowany przez Niemców „Castor” został pod okiem przedwojennego właściciela wyremontowany w hamburskiej stoczni i 20 listopada 1946 roku, kierowany przez szypra Maksymiliana Weese, drogami śródlądowymi wyruszył do kraju, holując rewindykowaną barkę rzeczną „Maria” z odnalezionymi urządzeniami z fabryki gumy z Wolbromia. 14 grudnia holownik dopłynął do Ujścia, gdzie został oficjalnie przekazany Edwardowi Grycmacherowi.
Po rewindykacji „Castora” rozważano jego nacjonalizację, jednak ze względu na niewielką przydatność holownika pozostawiono go właścicielowi, który zarejestrował firmę pod nazwą „S.S. CASTOR holownik, Edward Grycmacher, Gdynia, ul Polna 8”. Od 1947 roku jednostka pływała w obrębie portu gdyńskiego, obsługując szalandy i barki bunkrowe, holując krypy z ładunkiem złomu pochodzącego z wraku pancernika „Gneisenau”, czy przeprowadzając kutry rybackie w celu pobrania paliwa. Od 1 maja 1949 roku holownik pływał w czarterze firmy Block-Sped, jednak został uszkodzony i umowa została zerwana. W latach 1950–1953 „Castor” stał bezczynnie w porcie gdyńskim, a podczas zimy 1953/1954 roku używany był jako źródło centralnego ogrzewania dla statku „Panna Wodna”, zakotwiczonego na Motławie w Gdańsku i pełniącego rolę restauracji. Właściciel próbował następnie sprzedać holownik, lecz bezskutecznie. Nieużywana do 1955 roku jednostka niszczała w tym miejscu aż do śmierci właściciela w 1958 roku, kiedy jego spadkobiercy oddali ją Rejonowej Zbiornicy Złomu, gdzie „Castor” został pocięty.